# Behar Maliqi
Behar Maliqi (* 22. September 1986 in Priština, SFR Jugoslawien, heute Kosovo) ist ein kosovarischer Fußballspieler. Der Mittelfeldspieler spielt in der Raiffeisen Superliga für den KF Prishtina und gehört zum Kader der kosovarischen Nationalmannschaft.

## Erfolge

### Als Vereinsspieler
- 2× Kosovarischer Meister

### Auszeichnungen
- 2009: Bester Fußballspieler Kosovo